# Kate Burton
Kate Burton (Genève, 10 september 1957) is een Amerikaanse actrice. Ze won in 1996 een Daytime Emmy Award voor haar bijdrage aan de aflevering Notes for My Daughter van het jeugdprogramma ABC Afterschool Specials. Daarnaast werd in ze zowel 2006, 2007 (beide keren voor een gastrol als Ellis Grey in Grey's Anatomy) als 2014 (voor een gastrol als vicepresident Sally Langston in Scandal) genomineerd voor een Primetime Emmy Award.
Burton is een dochter van acteur Richard Burton. Ze maakte in 1969 haar acteerdebuut met een naamloze rol als huishoudster in de historische dramafilm Anne of the Thousand Days, waarin hij een hoofdrol had.

## Filmografie
Exclusief 5+ televisiefilms
| - Bleeding Heart (2015) - Don't Look Back (2014) - Barefoot (2014) - Mariachi Gringo (2012) - 2 Days in New York (2012) - Liberal Arts (2012) - Grimm: David Giuntoli Profile (2011) - Grimm: Grimm Fairytales (2011) - Puncture (2011) - 127 Hours (2010) - Consent (2010) - Remember Me (2010) - Spooner (2009) - Max Payne (2008) - The Kings of Appletown (2008) | - Quid Pro Quo (2008) - What Just Happened (2008) - Lovely by Surprise (2007) - SherryBaby (2006) - Stay (2005) - Swimfan (2002) - Unfaithful (2002) - The Opportunists (2000) - Celebrity (1998) - The Ice Storm (1997) - The First Wives Club (1996) - August (1996) - Life with Mikey (1993) - Big Trouble in Little China (1986) - Anne of the Thousand Days (1969) |

## Televisieseries
Exclusief eenmalige verschijningen
- Scandal - Sally Langston (2012-...)
- Grey's Anatomy - Ellis Grey (2005-...)
- Full Circle - Vera Quinn (2015, vijf afleveringen)
- Veep - Barbara Hallowes (2012, twee afleveringen)
- The Good Wife - Victoria Adler (2009-2012, drie afleveringen)
- Grimm - Marie Kessler (2011, twee afleveringen)
- Law & Order - Erica Gardner (2001-2009, vier afleveringen)
- Rescue Me (2005-2006, zes afleveringen)
- The Practice - Susan Alexander (1997-2004, negen afleveringen)
- Monty - Fran Richardson  (1994, dertien afleveringen)
- Home Fires - Anne Kramer (1992, zes afleveringen)
- Spenser: For Hire - Randy Lofficier (1987-1988, twee afleveringen)
- Ellis Island - Vanessa Ogden (1984, miniserie)

## Privé
Burton trouwde in 1984 met Michael Ritchie, met wie ze zoon Morgan Ritchie en dochter Charlotte Ritchie kreeg. Morgan was samen met haar te zien in de film August. Charlotte maakte in 2005 haar filmdebuut als niet bij naam genoemde studente in Harry Potter and the Goblet of Fire en speelde sindsdien in verschillende films en series.
- Bibsys: 13046344
- Bibliothèque nationale de France: cb141604367 (data)
- Gemeinsame Normdatei: 1161628118
- International Standard Name Identifier: 0000 0000 6656 3456
- Library of Congress Control Number: n84017155
- MusicBrainz: e97e7e36-58a4-468d-8696-73100f127e8c
- Nationale Bibliotheek van Israël: 987007352028705171
- Nederlandse Thesaurus van Auteursnamen: 185458572
- SNAC: w69x3d1g
- Système universitaire de documentation: 189885025
- Virtual International Authority File: 7597078
- WorldCat: E39PBJckMxmcPBTcmPHPvgjV4q